# Йоганн-Фолькмар Фіссер
Йоганн-Фолькмар Фіссер (нім. Johann-Volkmar Fisser; 2 липня 1893, Дрезден — 12 серпня 1940, поблизу острова Вайт, Ла-Манш) — німецький офіцер, доктор політичних наук (28 червня 1921), генерал-майор люфтваффе.

## Біографія
1 жовтня 1912 року вступив добровольцем в 1-й морський батальйон, 1 квітня 1913 року перейшов у 79-й піхотний полк. Учасник Першої світової війни, з 1 вересня 1914 року — командир роти 78-го піхотного полку. З лютого 1915 по січень 1916 року пройшов підготовку льотчика-спостерігача. Служив льотчиком-спостерігачем і офіцером аерофотозйомки. В січні-грудні 1918 року — командир розвідувально-зв'язкової ескадрильї 3-го авіазагону.
З грудня 1918 по березень 1919 року — льотчик авіаескадрильї Добровольчого корпусу «Гюльсен». 28 травня 1920 року звільнений з армії. 1 липня 1934 року вступив у люфтваффе. З 1 березня 1935 року — інструктор училища льотчиків-спостерігачів в Гільдесгаймі. З 20 червня 1935 року — командир ескадрильї, з 1 жовтня 1936 року — групи 255-ї бомбардувальної ескадри. 1 лютого 1939 року призначений командиром 255-ї (з 1 вересня 1939 року — 51-ї) бомбардувальної ескадри. Учасник Польської і Французької кампаній. Загинув під час битви за Британію.

## Звання
- Фанен-юнкер-унтерофіцер (8 травня 1913)
- Фенріх (16 червня 1913)
- Лейтенант (22 березня 1914)
- Оберлейтенант (20 травня 1917)
- Гауптман запасу (28 травня 1920)
- Гауптман (1 березня 1934)
- Майор (1 серпня 1934)
- Оберстлейтенант (1 жовтня 1936)
- Оберст (1 січня 1939)
- Генерал-майор (10 листопада 1944, посмертно)

## Нагороди
- Залізний хрест 2-го і 1-го класу
- Нагрудний знак пілота-спостерігача (Пруссія)
- Королівський орден дому Гогенцоллернів, лицарський хрест з мечами (16 березня 1918)
- Пам'ятний знак пілота (Пруссія)
- Почесний хрест ветерана війни з мечами (1934)
- Медаль «За вислугу років у Вермахті» 4-го, 3-го і 2-го класу (18 років; 2 жовтня 1936) — отримав 3 нагороди одночасно.
- Нагрудний знак спостерігача
- Медаль «У пам'ять 1 жовтня 1938 року»
- Застібка до Залізного хреста 2-го і 1-го класу
- Авіаційна планка бомбардувальника
- Медаль «За вислугу років у НСДАП» в бронзі (10 років)